# بوسلاوینو
بوسلاوینو (به لاتین: Boslavino) یک منطقهٔ مسکونی در روسیه است که در سرزمین آلتای واقع شده‌است.